# Anatragus pulchellus
Anatragus pulchellus là một loài bọ cánh cứng trong họ Cerambycidae.